# Floda församling, Strängnäs stift
Floda församling var en församling i Strängnäs stift och i Katrineholms kommun i Södermanlands län. Församlingen uppgick 2010 i Katrineholmsbygdens församling. 

## Administrativ historik
Församlingen har medeltida ursprung och utgjorde till 1983 eget pastorat för att därefter till 2010 vara moderförsamling i pastoratet Floda och Julita. Församlingen uppgick 2010 i Katrineholmsbygdens församling.

## Kyrkor
- Floda kyrka